# السور العظيم

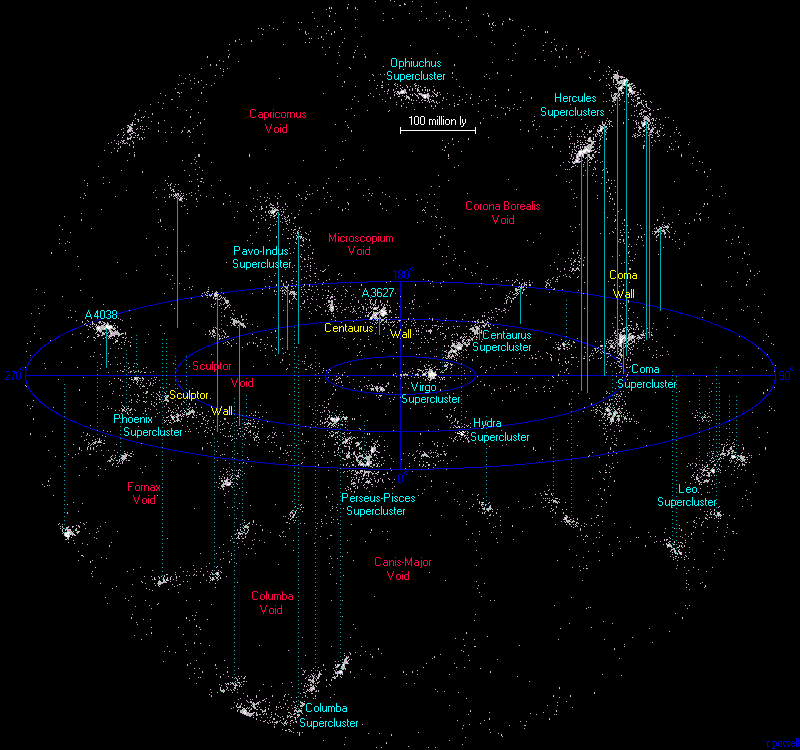
الكون حولنا على مسافة 500 مليون سنة ضوئية، توزيع المجرات.

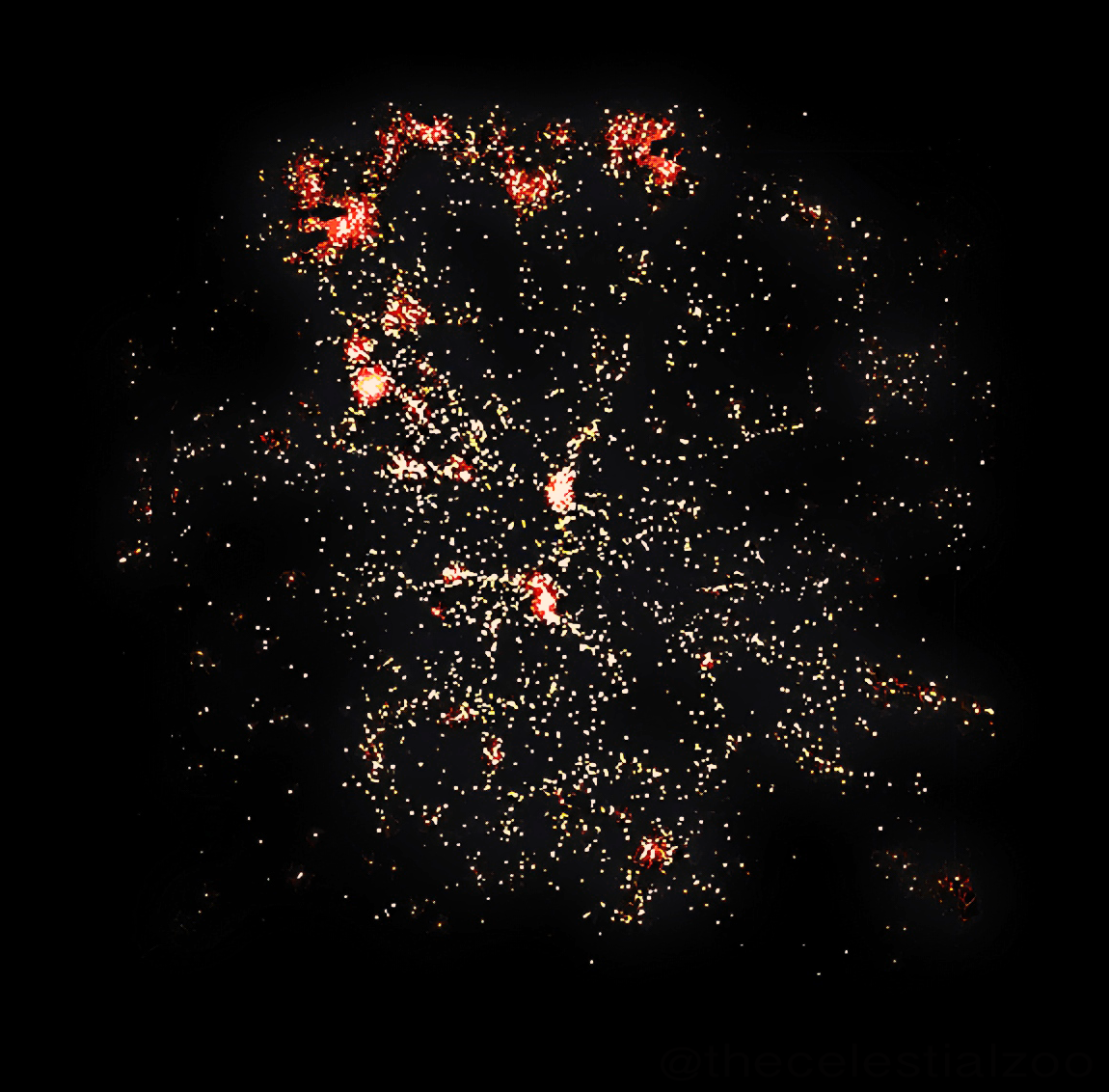
تمثيل محوري للسور الكبير Great Wall

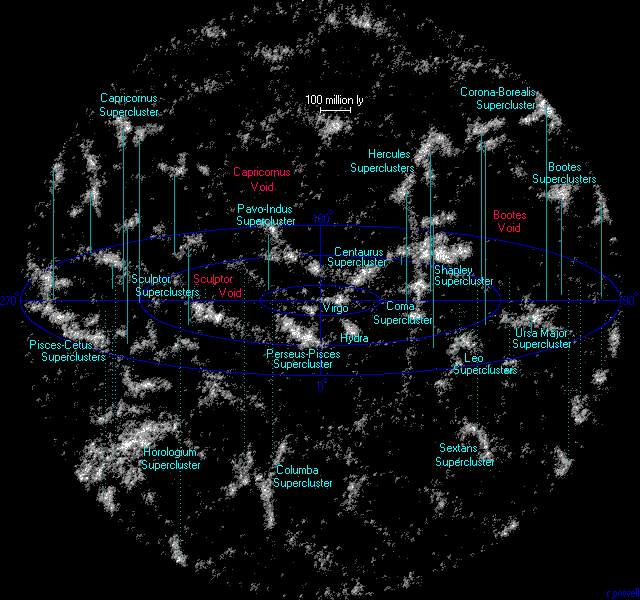
الكون حولنا على بعد 1000 مليون سنة ضوئية ، في الوسط عنقود مجرات العذراء العظيم.

 الجدار أو السور العظيم (بالإنجليزية: The Great Wall أو CfA2 Great Wall)‏ وهو نوع من أنواع العناقيد المجرية الهائلة التي تحوي كمية كبيرة من المجرات، وهي مرتبة بشكل شبكات وهياكل ضخمة متكونة من خيوط متشابكة من المجرات المحيطة، ويبلغ طول الهيكل 500 مليون سنة ضوئية، وعرضه نحو 300 مليون سنة ضوئية.
ويعتبر السور العظيم ثاني أكبر تجمع للمجرات رؤيت حتى الآن، ويحوي نحو 2000 مجرة وقي وسطها يوجد عنقود الهلبة المجري العظيم Coma supercluster.
ويحد هذا التشكيل حدود فراغ كوني يبدو كالفقاعة وقد اكتشف عام 1989 من مارجريت جيلير وجون هوخارا عن طريق قياس الانزياح نحو الأحمر لأطياف عدد كبير من المجرات فيه.
يتكون السور العظيم من عدة مجموعات مجرية من ضمنها مجموعة مجرات الجاثي وتجمع مجرات الهلبة وعنقود الأسد المجري. وهم يتحركون ويتحرك معهم عنقود مجرات العذراء العظيم الذي تنتمي إليه مجموعتنا المحلية بسرعة 600 كيلومتر/الثانية في اتجاه عنقود الشجاع والقنطور العظيم، كما يتحرك كل هؤلاء تقريبا بنفس السرعة في إتجاه الجاذب العظيم. أكتشف الجاذب العظيم في عام 1990 وهو يبعد عنا نحو 200 مليون سنة ضوئية وهو في اتجاه مجموعة مجرات مربع النجار في كوكبة مربع النجار جنوبا من كوكبة العقرب.
يستبعد أن يكون تأثير جاذبية المادة (المرئية) هو التأثير الوحيد لتشكيل مثل تلك التجمعات للعناقيد الهائلة من المجرات. لهذا يفترض العلماء وجود مادة غير مرئية وأسموها المادة المظلمة حيث أنها ضعيفة التفاعل مع المادة المرئية ماعدا الجاذبية. وطبقا «لنموذج لامبدا سي دي إم» الفلكي فمن المفترض أن تشكل المادة المظلمة نحو 80 % من المادة في الكون. وقد أنتجت حسابات محاكاة أجريت بواسطة حواسيب ضخمة تشكيلات للمادة تشبه البنية الهائلة التي نجدها في الواقع في السور العظيم.

## السور العظيم سلووان

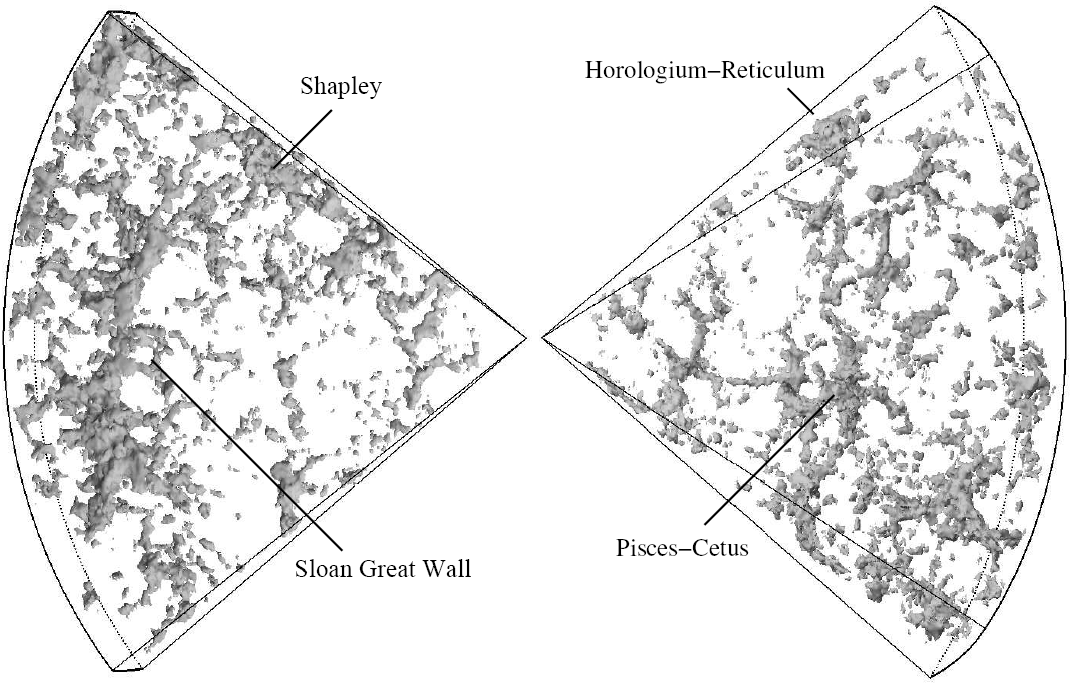
صورة المسح الفلكي للانزياح الأحمر للمجرات ويبين موقع السور العظيم سلووان الذي يبعد عنا 1000 مليون سنة ضوئية، وتُرى الفراغات الكبيرة (كالفقاقيع) تحيطها تجمعات المجرات

يبعد تجمع السور العظيم نحو 200 مليون سنة ضوئية في اتجاه كوكبة العذراء (كوكبة) ويبلغ طوله نحو 500 سنة ضوئية ويمكن رؤيته موازيا لحافة قرص مجرتنا الشمالية، ويبلغ سمك التجمع نحو 15 مليون سنة ضوئية فقط، وارتفاعه نحو 300 سنة ضوئية ولذلك سمي السور العظيم، وقد يكون تجمع السور العظيم أكبر من ذلك حيث يختفي بعيدا وراء نجوم المجرة التي تحجبه عنا من الجنوب. كما يوجد سور سلون العظيم الذي يبلغ طوله نحو 4و1 مليار سنة ضوئية، أي أكبر من السور العظيم بنحو ثلاثة مرات.

## اقرأ أيضا
- القوس العملاق
- مسح سلون الرقمي للسماء
- سور سلون العظيم
- فراغ (فلك)
- انزياح نحو الأحمر
- إدوين هابل
- قزم سيتوس
- يو دي إف واي-38135539
- عنقود كورونا بورياليس الفائق
- مجموعة ضخمة من الكوازار